# Callicebus miltoni
El tití de Milton (Callicebus miltoni) es una especie de primate platirrino  del género Callicebus. Habita en las selvas tropicales del centro de Sudamérica.

## Distribución geográfica yhábitat
Habita en selvas tropicales del centro de América del Sur, siendo endémica de un sector de la cuenca amazónica del centro del Brasil. La distribución geográfica se limita al interfluvio entre los ríos Roosevelt y Aripuanã, recorrido en su centro por el río Guariba, en los estados de Amazonas (sur) y Mato Grosso (oeste), viviendo posiblemente también en la alta cuenca de estos ríos, ya en el estado de Rondonia.
El hábitat característico de este tití es la selva umbrófila aluvial abierta, que crece en las márgenes de los ríos. Esta foresta posee 4 estratos, siendo la altura promedio del dosel de 30 m.

## Comportamiento
Son diurnos y arbóreos, recorren los bosques densos cercanos al agua. Se agrupan en tropas compuestas de entre 2 y 5 ejemplares. Fueron observados alimentándose de frutos de ingá (Inga sp.), embaúba (Cecropia) y cacauí (Theobroma speciosum).

## Taxonomía
Esta especie fue descrita originalmente en el año 2014 por los zoólogos Julio César Dalponte, Felipe Ennes Silva y José de Sousa e Silva Júnior. La recolección de la información se realizó durante 4 expediciones, en las cuales los autores observaron de manera directa a los simios, colectaron muestras y entrevistaron a pobladores locales.
Etimología
Etimológicamente el nombre específico miltoni refiere al nombre del mastozoólogo dr. Milton Thiago de Mello, como un homenaje a ese científico quien dedicó su vida al estudio y desarrollo de la Primatología sudamericana, promoviendo la creación de la Sociedad Brasileña de Primatología y de la Sociedad Latinoamericana de Primatología. Además, a partir de la década de 1980, contribuyó a formar a gran cantidad de primatólogos brasileños y extranjeros.
Ejemplar tipo
El holotipo fue catalogado con el código internacional: "MPEG 42654" (número de campo JD 550). Consiste en la piel, cráneo y esqueleto completo de un macho adulto, el cual fue capturado vivo por un cazador local y luego recuperado por J. C. Dalponte en la misma localidad tipo, en diciembre de 2010.
Tanto el ejemplar holotipo como los paratipos fueron depositados en la colección de mamíferos del  Museo Paraense Emílio Goeldi (MPEG), ubicado en la ciudad de Belém, estado de Pará, Brasil.
Localidad tipo
La localidad tipo es: “Curva do Cotovelo (08°59'45.21"S 60°43'42.72" W), región de la desembocadura del arroyo de Pombal, reserva extrativista Guariba-Roosevelt, margen derecha del río Roosevelt Superior, municipio de Colniza, estado de Mato Grosso, Brasil”.
Ubicación dentro del género y características
La zona donde fue descubierto este tití se consideraba que formaba parte de la distribución geográfica de. C. cinerascens. El género Callicebus es uno de los más diversos dentro de los primates neotropicales, con 31 especies reconocidas. Para facilitar su estudio se lo ha dividido en grupos de especies. Callicebus miltoni se sitúa en el grupo “moloch”,  integrado además por las especies Callicebus baptista, Callicebus bernhardi, Callicebus brunneus, Callicebus cinerascens, Callicebus hoffmannsi, Callicebus moloch y Callicebus vieirai.
De todas ellas, las especies geográficamente vecinas a C. miltoni son C. bernhardi y C. cinerascens. De ambas, y de todos los demás Callicebus amazónicos, C. miltoni se distingue fácilmente por presentar una línea de color gris claro en la frente (que contrasta con el gris oscuro de la corona), poseer pelaje de color ocre o rufo oscuro en las patillas y la garganta el que va aclarándose al seguir por el vientre del cuerpo y de las patas hasta la cola, la cual es típicamente de un tono naranja uniforme. Las partes dorsales y los flancos contrastan notablemente al ser de un color gris oscuro. La piel de la cara es gris oscura a negruzca y los ojos son rojizos. Los pies son gris pálido.

## Conservación
Del total de su geonemia, 2 801 498 hectáreas (el 57 %) están incluidas dentro de algún tipo de área protegida. Las áreas de conservación plenas cubren 1 246 382 ha (el 25 %) correspondiendo a 5 áreas de uso sostenible (746 818 ha) y 3 de protección integral (499 564 ha). El porcentaje que resta (el 32 %) se adscribe a tierras indígenas (1 555 116 ha).